# Scooby Doo! Mystery Incorporated
Scooby-Doo! Mystery Incorporated jedanaesti je animirani serijal iz serije Scooby Doo. Stvoren je u studiju Warner Bros. i premijerno prikazivan na programu Cartoon Neetwork od 2006. do 2008. godine. Uključuje 52 epizode raspoređene u 2 sezone (26 + 26). Serija prati grupu tinejdžera koji istražuju nadnaravne zločin u Kristaloj Uvali (Crystal Cove).
U Hrvatskoj se na Domi TV serijal prikazivao pod naslovom Scooby Doo!: Nove tajne.

## Glasovi
- Frank Welker kao Scooby Doo i Fred Jones
- Matthew Lillard kao Shaggy Rogers
- Mindy Cohn kao Velma Dinkley
- Grey DeLisle kao Daphne Blake
- Lewis Black kao Mr. E
- Linda Cardellini kao Hot Dog Water (Marcie Fleach)
- Tia Carrere kao Judy Reeves
- Gary Cole kao Mayor Fred Jones Sr.
- Vivica A. Fox kao Angel Dynamite (Cassidy Williams)
- Kate Higgins kao Mayor Janet Nettles
- Udo Kier kao Profesor Pericles
- Tim Matheson kao Brad Chiles
- Patrick Warburton kao Šerif Bronson Stone

## Popis epizoda
| Broj         | Hrvatski naziv                             | Originalni naziv                              |             |
| PRVA SEZONA  | PRVA SEZONA                                | PRVA SEZONA                                   | PRVA SEZONA |
| ------------ | ------------------------------------------ | --------------------------------------------- | ----------- |
| 01           | Čuvaj se zvijeri iz dubine                 | Beware the Beast from Below                   |             |
| 02           | Strašna gmizava stvorenja                  | The Creeping Creatures                        |             |
| 03           | Tajna sablasnog kamiona                    | The Secret of the Ghost Rig                   |             |
| 04           | Osveta čovjeka raka                        | Revenge of the Man Crab                       |             |
| 05           | Pjesma misterija                           | The Song of Mystery                           |             |
| 06           | Legenda o Alice May                        | The Legend of Alice May                       |             |
| 07           | U strahu od fantoma                        | In Gear of the Phantom                        |             |
| 08           | Dodir patuljka                             | The Grasp of the Gnome                        |             |
| 09           | Bitka golemoida                            | Battle of the Humungonauts                    |             |
| 10           | Zavijanje opasnog psa                      | Howl of the Fright Hound                      |             |
| 11           | Tajni serum                                | The Secret Serum                              |             |
| 12           | Vrisak ludila                              | The Shrieking Madness                         |             |
| 13           | Zov crčka                                  | When the Cicada Calls                         |             |
| 14           | Državno finale u riješavanju tajni         | Mystery Solvers Club State Finals             |             |
| 15           | Divlje leglo                               | The Wild Brood                                |             |
| 16           | Kuda Afrodita prođe                        | Where Walks Aphrodite                         |             |
| 17           | Bijeg s tajnoitog imanja                   | Escape from Mystery Manor                     |             |
| 18           | Zmajeva tajna                              | The Dragon's Secret                           |             |
| 19           | Noćni strah                                | Nightfright                                   |             |
| 20           | Pjesma sirene                              | The Siren's Song                              |             |
| 21           | Opasnost mantikore                         | Menace of the Manticore                       |             |
| 22           | Napad bezglavog užasa                      | Attack of the Headless Horror                 |             |
| 23           | Opsijedanje Crystal Covea                  | A Haunting in Crystal Cove                    |             |
| 24           | Mrtva pravda                               | Dead Justice                                  |             |
| 25           | Pijun iz sjene                             | Pawn of Shadows                               |             |
| 26           | Nakaza koje se svi boje                    | All Fear the Freak                            |             |
| DRUGA SEZONA |                                            |                                               |             |
| 27           | Noć kad je klaun plakao                    | The Night the Clown Cried                     |             |
| 28           | Kuća vještice iz noćne more                | The House of the Nightmare Witch              |             |
| 29           | Noć kad je klaun plakao 2 - Suze propasti! | The Night the Clown Cried II – Tears of Doom! |             |
| 30           | Mreža Tkalca Snova                         | Web of the Dreamweaver!                       |             |
| 31           | Stravični Hodag                            | The Hodag of Horror                           |             |
| 32           | Umjetnost tame                             | Art of Darkness!                              |             |
| 33           | Sumorno okupljanje                         | The Gathering Gloom                           |             |
| 34           | Noć na ukletoj planini                     | Night on Haunted Mountain                     |             |
| 35           | Strašni sud                                | Grim Judgment                                 |             |
| 36           | Noćne more                                 | Night Terrors'                                |             |
| 37           | Ponoćna zona                               | The Midnight Zone                             |             |
| 38           | Strahomedo                                 | Scarebear                                     |             |
| 39           | Krampusov bijes                            | Wrath of the Krampus                          |             |